# 浙江鼎力
浙江鼎力机械股份有限公司（简称浙江鼎力，上交所：603338）始建于2005年，是中國高空作业平台制造商，总占地面积1065亩，建筑面积590000平方米，年产值超百亿，公司在2023年全球工程机械销公司售额排名位列40名。

## 历史沿革
2005年，浙江鼎力机械有限公司成立。
2015年，公司在上交所上市。
2016年，公司收购高位伸缩臂叉装车企业——意大利Magni，成立意大利研发中心。
2017年，公司收购美国CMEC，进驻北美租赁市场。
2020年，公司收购蜘蛛式高空作业平台企业——德国TEUPEN，成立德国研发中心。